# 屠厚泽
屠厚泽（1929年—），男，浙江绍兴人，中国探矿工程专家，曾任中国地质大学教授、博士生导师。